# Großenseebach
Großenseebach är en kommun och ort i Landkreis Erlangen-Höchstadt i Regierungsbezirk Mittelfranken i förbundslandet Bayern i Tyskland.
Kommunen ingår i kommunalförbundet Heßdorf tillsammans med kommunen Heßdorf.